# اچ‌ام‌اس سیشل (کی۵۹۲)
اچ‌ام‌اس سیشل (کی۵۹۲) (به انگلیسی: HMS Seychelles (K592)) یک کشتی بود که طول آن ۳۰۳ فوت ۱۱ اینچ (۹۲٫۶۳ متر) بود. این کشتی در سال ۱۹۴۳ ساخته شد.